# روبرتو پرپینانی
روبرتو پرپینانی (انگلیسی: Roberto Perpignani؛ زادهٔ ۴ مه ۱۹۴۱) یک تدوین‌گر اهل ایتالیا است. 

## فیلم‌شناسی
- رنگین کمان: یک موضوع خصوصی (۲۰۱۷)
- بوکاچیوی شگفت‌انگیز (۲۰۱۵)
- محمد رسول‌الله (۲۰۱۵)
- سزار باید بمیرد (۲۰۱۲)
- ستارگان بی‌تاب (۲۰۱۱)
- لوئیزا سانفلیچه (۲۰۰۴)
- رستاخیز (۲۰۰۱)
- تو می‌خندی (۱۹۹۸)
- ماریانا اوکریا (۱۹۹۷)
- خویشاوندی‌های اختیاری (۱۹۹۶)
- خورشید در شب (۱۹۹۰)
- صبح بخیر، بابل (۱۹۸۷)
- سالومه (۱۹۸۶)
- علفزار (۱۹۷۹)
- حوری آسمانی (۱۹۷۵)
- آلونسانفان (۱۹۷۴)
- سن‌میکله یک خروس داشت (۱۹۷۲)
- فصلی در دوزخ (۱۹۷۱)
- جزئیات بازی (۱۹۷۰)
- زیر نشان عقرب (۱۹۶۹)